# Brooklyn Nets 2012-2013
La stagione 2012-13 dei Brooklyn Nets fu la 37ª nella NBA per la franchigia.
I Brooklyn Nets arrivarono secondi nella Atlantic Division della Eastern Conference con un record di 49-33. Nei play-off persero al primo turno con i Chicago Bulls (4-3).

## Roster
| N° | Naz.                            | Ruolo | Sportivo           | Anno | Alt. | Peso |
| -- | ------------------------------- | ----- | ------------------ | ---- | ---- | ---- |
| 0  | Stati Uniti (bandiera)          | AC    | Andray Blatche     | 1986 | 211  | 118  |
| 1  | Stati Uniti (bandiera)          | G     | C.J. Watson        | 1984 | 188  | 79   |
| 2  | Stati Uniti (bandiera)          | GA    | Josh Childress     | 1983 | 203  | 95   |
| 7  | Stati Uniti (bandiera)          | GA    | Joe Johnson        | 1981 | 201  | 109  |
| 8  | Stati Uniti (bandiera)          | G     | Deron Williams     | 1984 | 191  | 95   |
| 9  | Stati Uniti (bandiera)          | GA    | MarShon Brooks     | 1989 | 196  | 91   |
| 10 | Stati Uniti (bandiera)          | GA    | Keith Bogans       | 1980 | 196  | 98   |
| 11 | Stati Uniti (bandiera)          | C     | Brook Lopez        | 1988 | 213  | 118  |
| 14 | Stati Uniti (bandiera)          | GA    | Damion James       | 1987 | 201  | 102  |
| 20 | Georgia (bandiera)              | A     | Tornik'e Shengelia | 1991 | 203  | 103  |
| 24 | Stati Uniti (bandiera)          | A     | Kris Joseph        | 1988 | 201  | 95   |
| 30 | Stati Uniti (bandiera)          | A     | Reggie Evans       | 1980 | 203  | 111  |
| 33 | Bosnia ed Erzegovina (bandiera) | A     | Mirza Teletović    | 1985 | 203  | 107  |
| 41 | Stati Uniti (bandiera)          | G     | Tyshawn Taylor     | 1990 | 191  | 84   |
| 42 | Stati Uniti (bandiera)          | GA    | Jerry Stackhouse   | 1974 | 198  | 99   |
| 43 | Stati Uniti (bandiera)          | A     | Kris Humphries     | 1985 | 206  | 107  |
| 45 | Stati Uniti (bandiera)          | A     | Gerald Wallace     | 1982 | 201  | 98   |

## Staff tecnico
- Allenatori: Avery Johnson (14-14) (fino al 27 dicembre)[1], P.J. Carlesimo (35-19)
- Vice-allenatori: P.J. Carlesimo (fino al 27 dicembre), Mario Elie, Popeye Jones, Doug Overton, Patrick Spurgin
- Preparatore fisico: Jeremy Bettle
- Preparatore atletico: Tim Walsh
- Assistenti preparatori atletici: Robbie Hoenshel, Nixon Dorvilien